# بازیلیکسیماب
بازیلیکسیماب (انگلیسی: Basiliximab) یک آنتی بادی مونوکلونال است که برای جلوگیری از رد پیوند در پیوند کلیه استفاده می شود. این یک آنتی بادی مونوکلونال موش-انسان کایمریک به زنجیره α (CD25) گیرنده IL-2 سلول‌های T است. این دارو در ترکیب با سایر داروهای مورد استفاده برای جلوگیری از رد عضو استفاده می‌شود.

شایع ترین عوارض جانبی (که در بیش از ۲۰ درصد بیماران دیده می شود) شامل یبوست، عفونت های دستگاه ادراری (عفونت ساختارهای حامل ادرار)، درد، حالت تهوع (احساس بیماری)، ادم محیطی (تورم)، فشار خون بالا (فشار خون بالا) است.  کم خونی (تعداد کم گلبول های قرمز)، سردرد، هایپرکالمی (سطوح پتاسیم خون بالا)، هایپرکلسترولمی (سطح کلسترول خون بالا)، عوارض زخم جراحی، افزایش وزن، افزایش کراتینین سرم (نشانگر مشکلات کلیوی)، هیپوفسفاتمی (کمبود).  سطح فسفات خون)، اسهال و عفونت دستگاه تنفسی فوقانی (سرماخوردگی).

## کاربرد پزشکی
بازیلیکسیماب برای پیشگیری از رد حاد عضو در پیوند کلیه آلوژنیک de-novo نشان داده شده است. این دارو باید همزمان با سیکلوسپورین برای سرکوب سیستم ایمنی مبتنی بر میکروامولسیون و کورتیکواستروئید، در افرادی که آنتی‌بادی‌های واکنشی پانل کمتر از ۸۰ درصد دارند، یا در یک رژیم سرکوب‌کننده ایمنی نگهدارنده سه‌گانه حاوی سیکلوسپورین برای میکروامولسیون، کورتیکواستروئیدها و آزاتیوپرین یا مایکوپتیلن استفاده شود.
بازیلیکسیماب یک عامل سرکوب‌کننده ایمنی است که برای جلوگیری از رد پیوند فوری در افرادی که پیوند کلیه دریافت می‌کنند در ترکیب با سایر عوامل استفاده می‌شود. گزارش شده است که برخی از موارد لیکن پلان با بازیلیکسیماب به عنوان یک درمان جایگزین برای سیکلوسپورین با موفقیت درمان شده است. هیچ عارضه جانبی کوتاه مدتی گزارش نشده است.

## مکانیسم عمل
این دارو با IL-2 برای اتصال به زیر واحد زنجیره آلفا گیرنده IL2 در سطح لنفوسیت های T فعال شده رقابت می کند و بنابراین از سیگنال دهی گیرنده جلوگیری می کند.  این امر از تکثیر سلول‌های T و همچنین فعال کردن سلول‌های B، که مسئول تولید آنتی‌بادی هستند، جلوگیری می‌کند، که به عضو پیوندی متصل می‌شود و پاسخ ایمنی را در برابر پیوند تحریک می‌کند.